# Hypolycaena minor
Hypolycaena minor är en fjärilsart som beskrevs av Ribbe 1926. Hypolycaena minor ingår i släktet Hypolycaena och familjen juvelvingar. Inga underarter finns listade i Catalogue of Life.